# Odžak (Posavina)
Odžak es un municipio y localidad de Bosnia y Herzegovina. Se encuentra en el cantón de Posavina, dentro del territorio de la Federación de Bosnia y Herzegovina. La capital del municipio de Odžak es la localidad homónima.

## Localidades
- Ada (Odžak)
- Bosanski Šamac (Odžak)
- Brusnica Mala
- Donja Dubica
- Donji Svilaj
- Gornja Dubica
- Gornji Svilaj
- Novi Grad (Odžak)
- Novo Selo (Odžak)
- Posavska Mahala
- Potočani (Odžak)
- Prud
- Vrbovac (Odžak)

## Demografía
En el año 2009 la población del municipio de Odžak era de 15 803 habitantes. La superficie del municipio es de 158.4 kilómetros cuadrados, con lo que la densidad de población era de 100 habitantes por kilómetro cuadrado.